# Geopetalgefüge

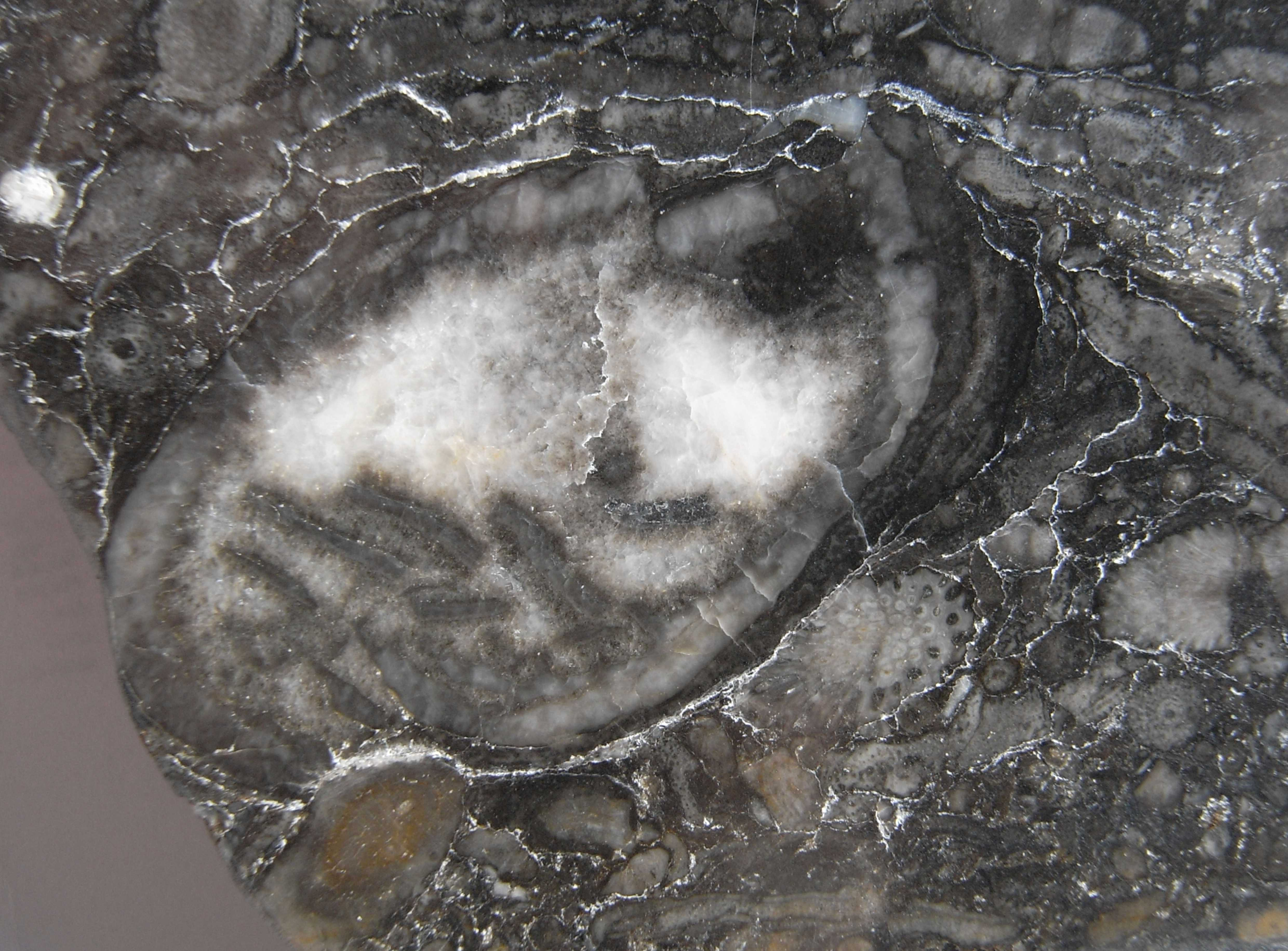
Fossile Wasserwaage

Geopetalgefüge sind Gefügemerkmale, die zur Bestimmung der zeitlichen Ablagerungsfolge von Sedimentgesteinen dienen. Unter Berücksichtigung des Stratigraphischen Prinzips sind sie wichtige Kriterien zur Unterscheidung von normal gelagerten und überkippten Strukturen.
Im Folgenden werden die Haupttypen beschrieben.

## Interngefüge

Innerhalb einer Gesteinsschicht können als Merkmale der Lagerungsabfolge dienen:
- gradierte Schichtung - vertikale Korngrössendifferenzierung
- sessile Tiere im Sediment in Lebensstellung - z. B. Korallen
- Wurmgrabgänge
- teilgefüllte Hohlräume, vor allem in Fossilien, deren Füllung nach unten, in Richtung der Schwerkraft weist. Damit können manchmal sogar nachträgliche Verkippungswinkel bestimmt werden („fossile Wasserwaagen“)
- Schrägschichtung innerhalb der Schicht.

## Externgefüge

An Schichtgrenzen und auf den Schichtflächen dienen als Geopetalgefüge:
- asymmetrische Strömungsrippel (Rippelmarken)
- Oszillationsrippel
- eingeregelte Muschelschalen, deren konvexe Seite „oben“ anzeigt, da sie so von der Strömung verkippt werden
- Trockenrisse - spitz zulaufende Keile weisen nach unten
- Steinsalzpseudomorphosen - Abdrücke zeigen nach oben
- Regentropfeneindrücke im Sediment
- tierische Lebensspuren allgemein, soweit identifizierbar
- Wurzelböden (Kohle)
- Auswaschungsmarken
- Belastungsmarken
- Schleifmarken
- Erosions- und Transgressionsdiskordanzen.

## Tektonische Gefüge
Für die Beziehung zwischen Schichtung und Schieferung in der Tektonik gilt:
- bei gleichsinnigem Einfallen von Schichtung und Schieferung
  - Lagerung normal, wenn die Schichtung flacher als die Schieferung einfällt
  - Lagerung überkippt, wenn die Schichtung steiler als die Schieferung einfällt
- bei gegensinnigem Einfallen von Schichtung und Schieferung ist die Lagerung immer normal.

Auch die Lagebeziehung von drag-folds zu einer Großfalte kann als Geopetalgefüge dienen.